# Limnophila lepida
Limnophila lepida là một loài ruồi trong họ Limoniidae. Chúng phân bố ở miền Australasia.